# Iarbas
Iarbas of Hiarbas was volgens Romeinse overleveringen een koning van de Gaetuli  die met Dido wilde trouwen. Dido wilde dit niet. Het land dat zij kon omspannen met één runderhuid mocht ze hebben. Dido echter nam de man listig beet en sneed de runderhuid in zeer fijne reepjes. Daarmee kon ze een behoorlijk terrein omspannen en op dat stuk land bouwde ze Carthago.
Toen Carthago echter voorspoedig bloeide, verlangde Hiarbas dat Dido/Elissa met hem zou trouwen of dat hij anders een oorlog zou beginnen tegen Carthago. De boden vertelden aan Dido slechts dat hij een Carthaagse bruid verwachtte die hem de Fenicische gewoontes moest leren, maar dat geen enkel Carthaagse zou willen samenleven met dergelijke barbaren. Hierop antwoordde Dido dat een echte Carthaagse dit wel zou willen doen, omdat ze zelfs zou willen sterven voor haar stad. Toen ze echter hoorde dat Hiarbas specifiek haar als bruid verlangde, liet ze vele slachtoffers verbranden op een brandstapel ter ere van haar overleden eerste echtgenoot (dewelke ze trouw wenste te blijven) en zogezegd als voorbereiding op haar nieuwe huwelijk (met Aeneas) Maar deze werd overtuigd door een bode van de god Iuppiter (Mercurius) en vertrok met de overige Trojanen naar Italië. Dido besteeg de brandstapel, samen met de spullen die Aeneas, als geschenken, achterliet, en doorboorde zichzelf met Aeneas' zwaard.
Het legendarische personage was mogelijk gebaseerd op de historische vorst Hiarbas van Numidië.

## Antieke bron
Iustinus, XVIII 6. Cum successu rerum florentes Karthaginis opes essent, rex Maxitanorum Hiarbas decem Poenorum principibus ad se arcessitis Elissae nuptias sub belli denuntiatione petit.